# Autorama (Manual do Automóvel)
Autorama (Manual do Automóvel) é um livro infantil lançado pela Editora Abril em 1976. A maior parte de seu conteúdo foi aproveitada na Biblioteca do Escoteiro-Mirim. 